# NGC 7347
NGC 7347 في الفهرس العام الجديد، هي مجرة، تقع في كوكبة الفرس الأعظم. اكتشفت في 9 أكتوبر 1830 بواسطة جون هيرشل.

## روابط خارجية
- NGC 7347 على موقع ويكي سكاي: DSS2, SDSS, GALEX, IRAS, Hydrogen α, X-Ray, Astrophoto, Sky Map, Articles and images